# Josef Lausch
Josef Lausch (* 1970) ist ein deutscher Politiker (Freie Wähler) und Unternehmer. Er ist seit Oktober 2023 Abgeordneter im Bayerischen Landtag.

## Lebenslauf
Josef Lausch schloss 2010 seine Ausbildung als staatlich geprüfter Fachagrarwirt für erneuerbare Energien ab. 2009 gründete er eine bayernweit tätigen Beratungsfirma für Biogasanlagen und betreibt diese mit zwei Mitarbeitern. Seit Dezember 2023 hat er diese Firma verpachtet. Er ist außerdem als Nebenerwerbslandwirt tätig. 
Lausch ist seit 2007 verheiratet und hat drei Söhne.

## Politik
Er ist seit 2008 Gemeinderat in seinem Heimatort Großkarolinenfeld. Dem Kreistag des Landkreises Rosenheim gehört er seit 2002 an. Bei der Landtagswahl in Bayern am 8. Oktober 2023 erreichte er als Direktkandidat im Stimmkreis Rosenheim-West mit 20,6 % die zweitmeisten Stimmen. Im Wahlkreis Oberbayern erreichte er das sechstbeste Ergebnis seiner Partei, die auf insgesamt elf Mandate kam; er zog damit in den Landtag ein.

## Ehrenämter
Lausch ist unter anderem seit 1987 aktiv bei der Freiwilligen Feuerwehr Tattenhausen und ist seit seiner frühesten Jugend in der Trachtenbewegung tätig, unter anderem als langjähriger bayerischer Landesvorplattler und als Vereinsvorstand. Zwölf Jahre war er ehrenamtlicher Richter am Verwaltungsgericht München.

## Auszeichnungen
- Träger der Bezirksmedaille des Bezirks Oberbayern für besondere Verdienste im Ehrenamt